# 1. FC Eislingen
Der 1. FC Eislingen ist ein traditionsreicher Fußballverein mit 560 Mitgliedern (Stand: 2021) im schwäbischen Eislingen/Fils.

## Geschichte
Der 1. FC Eislingen wurde am 10. Januar 1914 gegründet. Vor dem Zweiten Weltkrieg spielte sich der Verein über die B- und A-Klasse, gefolgt von der Kreisliga bis in die Verbandsliga hinauf, in der man in der Saison 1933/34 die Meisterschaft erringen konnte. Nach der im Rahmen der Gleichschaltung Umstrukturierung der Spielklassen 1933 spielte der Verein in der zweitklassigen Fußball-Bezirksklasse Württemberg. 1939/40 gewann Eislingen die Meisterschaft in der Abteilung Alb und war somit für die Aufstiegsrunde zur erstklassigen Gauliga 1940/41 qualifiziert. Sieglos wurde Eislingen in der Gruppe I Tabellenletzter und verblieb somit in der Zweitklassigkeit. Zu der Saison 1944/45 wurde der Verein in die Gruppe 1 der Gauliga Württemberg aufgenommen.
In den 1950er Jahren spielte der 1. FC Eislingen in der drittklassigen 1. Amateurliga Württemberg und erlebte seine erfolgreichste Zeit. In den Jahren 1954 und 1955 wurde der FCE Vizemeister und nahm an den Aufstiegsspielen zur 2. Division bzw. an den Deutschen Amateurmeisterschaften teil. Nach dem Abstieg des Vereins aus der höchsten Amateurklasse im Jahr 1961 pendelte die Mannschaft in den 1960er und 70er Jahren zwischen der 1. und 2. Amateurliga. 1978 erreichte der FCE mit dem dritten Tabellenplatz die Qualifikation zur neu gegründeten Oberliga Baden-Württemberg, aus der er jedoch 1981 wieder abstieg. In der Folgezeit rutschte der 1. FC Eislingen bis in die Landesliga ab. Mit der Landesligameisterschaft in der Saison 2004/05 gelang der Wiederaufstieg in die Verbandsliga Württemberg, aus der FCE jedoch bereits nach einer Spielzeit wieder abstieg. Nach einem weiteren Abstieg 2012 spielte man bis 2014 in der Bezirksliga Neckar/Fils, ehe 2016 die Rückkehr, allerdings nur für eine Saison, in die Landesliga gelang. 2018 folgte ein weiterer Abstieg in die Kreisliga A. Seit 2020 besteht im Jugendbereich eine Kooperation mit dem VfB Stuttgart.

## Erfolge
- Meister Kreisliga A3 2018/19 Neckar/Fils
- Meister Bezirksliga 2015/16 Neckar/Fils
- Meister Bezirkspokal 2015/16
- Meister Landesliga Württemberg: 2005
- Teilnahme am DFB-Pokal: 1978/79, 1981/82
- Meister 2. Amateurliga Württemberg: 1962, 1975
- Württembergischer Vize-Pokalsieger: 1957
- Württembergischer Pokalsieger: 1956, 1978
- Vize-Meister 1. Amateurliga Württemberg 1954, 1955

## Bekannte Spieler
- Peter Assion, Bundesligaspieler
- Kim Kaller, Bundesligaspielerin
- Dominik Mader, Fußballprofi
- Heinz Rath, Fußballprofi
- Danny Schwarz, Bundesligaspieler
- Albert Sing, Nationalspieler
- Gunnar Weiß, fünf Länderspiele in der deutschen Fußballnationalmannschaft der Amateure, davon vier im Jahr 1979 während seiner Zeit beim 1. FC Eislingen.

## Stadion
Seit 1955 trägt der 1. FC Eislingen seine Spiele im ca. 7000 Zuschauer fassenden Eichenbachstadion aus. Zuvor wurde auf dem 1921 erbauten Sportplatz an der Ulmer Straße gespielt. Die größte Zuschauerzahl wurde mit jeweils über 4.000 Besuchern in der Saison 1977/78 gegen den Heidenheimer SB und in der Saison 1978/79 im Derby gegen den 1. Göppinger SV gezählt. Das Stadion verfügt über eine überdachte Tribüne mit etwa 500 Sitzplätzen.